# DEL2 Event Game

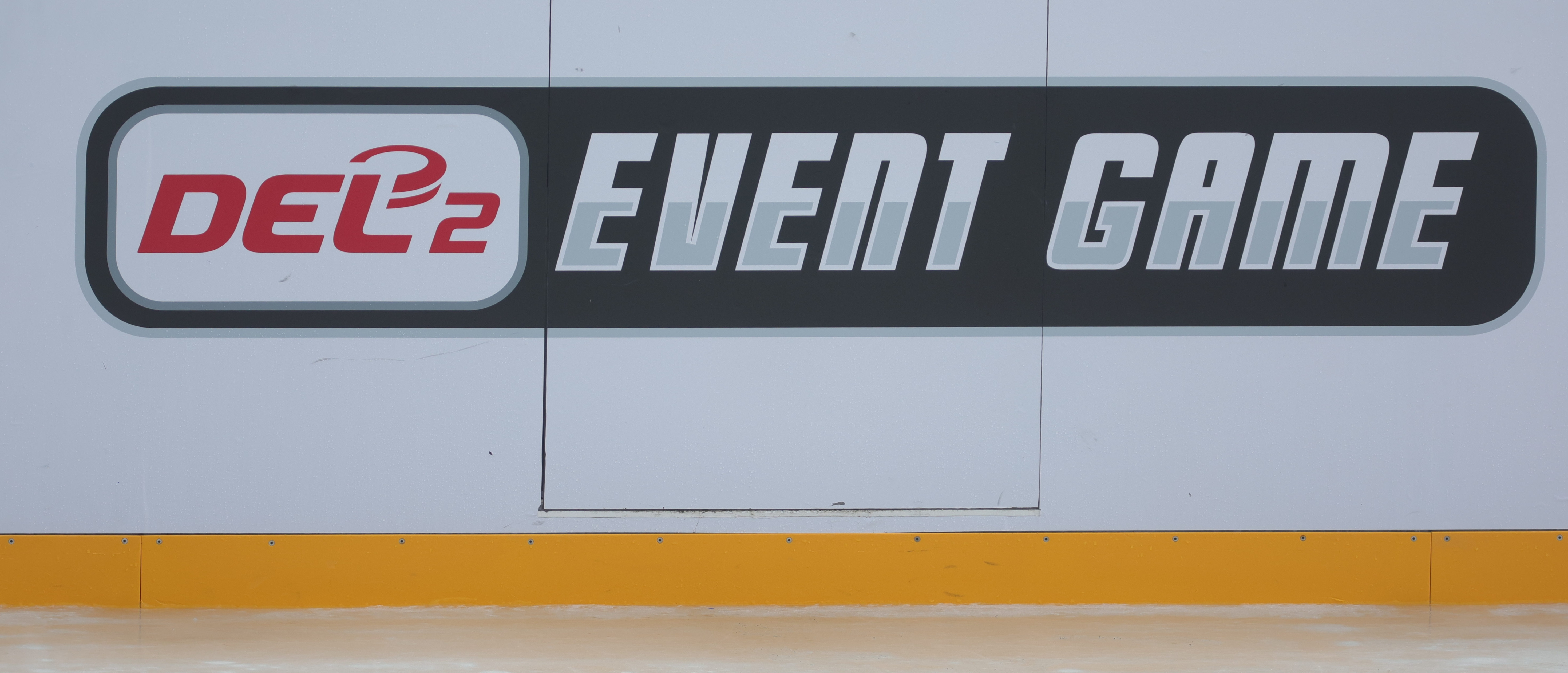
Logo der DEL2 Event Games auf einer Bande

Das DEL2 Event Game ist ein Eishockeyspiel, das von 2016 an regelmäßig ausgetragen werden soll. Es handelt sich um ein reguläres Ligaspiel der DEL2, das in Anlehnung an das Konzept des DEL Winter Games in ein Fußballstadion oder eine andere Spielstätte verlegt wird.

## Entstehung
Das Management der DEL2 beschloss im April 2015 die Einführung des DEL2 Event Games in Anlehnung an das DEL Winter Game, wobei den Klubs die Wahl der Spielstätte und der Art der Veranstaltung offen gelassen werden sollte. Im Mai 2015 bewarben sich die Dresdner Eislöwen um die erste Austragung des Event Games.

## Winter Derby 2016
Das erste DEL2 Event Game wurde am 9. Januar 2016 im Stadion Dresden, der regulären Spielstätte von Dynamo Dresden, als Derby zwischen den beiden sächsischen DEL2-Teams Dresdner Eislöwen und Lausitzer Füchse ausgetragen. Die Eislöwen, die immer wieder in Führung lagen, konnten das Spiel vor 31.853 Zuschauern in der Verlängerung mit 4:3 für sich entscheiden.
| 9. Januar 2016 16:15 Uhr | Dresdner Eislöwen Mark Cullen (2:28) Vladislav Filin (28:18) Steven Rupprich (47:33) Mirko Sacher (62:02) | 4:3 n. V. (1:0, 1:1, 1:2, 1:0) Spielbericht | Lausitzer Füchse Greg Classen (22:44) Florian Lüsch (47:00) Darren Haydar (56:41) | Stadion Dresden, Dresden Zuschauer: 31.853 |

Das MDR Fernsehen übertrug die Begegnung live und erreichte eine  Zuschauerquote von 8,5 % im relevanten Sendegebiet. Mit 31.853 Besuchern sorgte das Spiel für einen Zuschauerrekord in der DEL2, setzte den Rekord für ein Zweitliga-Eishockeyspiel in Europa und gehört damit auch zu den fünf zuschauerstärksten Eishockeyspielen unter freiem Himmel in Europa.
Um das DEL2-Spiel herum gab es außerdem ein umfangreiches Begleitprogramm. Dazu gehörten musikalische Auftritte, unter anderem von Glasperlenspiel, und ein Legendenspiel mit früheren BRD- und DDR-Eishockeystars wie Franz Reindl, Lorenz Funk junior, Jürgen Rumrich und Dieter Hegen sowie Dieter Frenzel, Michael Bresagk, Guido Hiller und Sebastian Elwing.

## Summer Game 2016

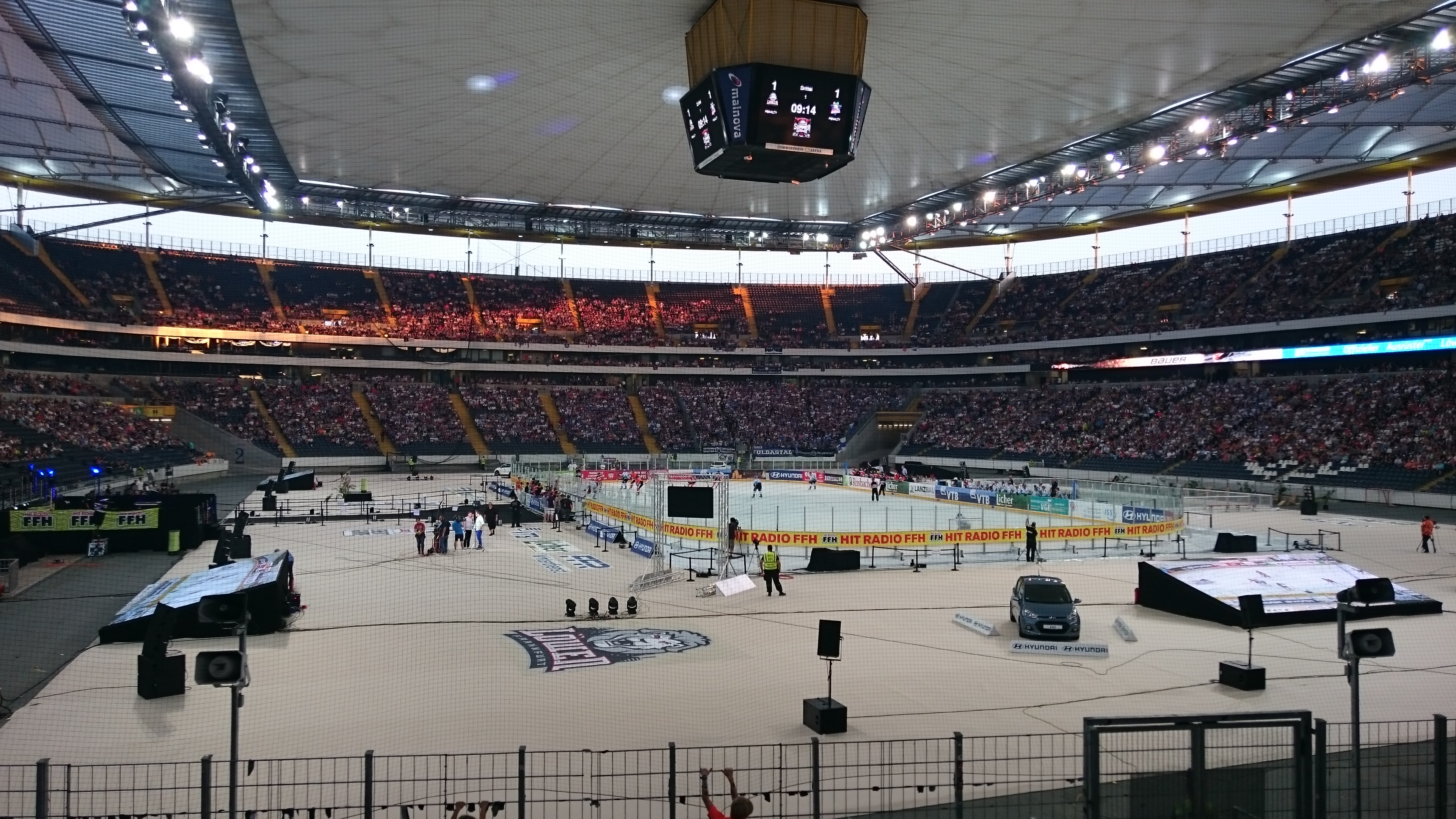
Summer Game 2016

Die Saison 2016/17 startete am 10. September 2016 mit einem Event Game, bei dem die Löwen Frankfurt in der Commerzbank-Arena Frankfurt auf die Kassel Huskies trafen. Das Spiel gewannen die Kassel Huskies in der Verlängerung mit 5:4. 30.000 Zuschauer verfolgten das Spiel im Stadion. Übertragender Sender war Sport1.
| 10. September 2016 18:55 Uhr | Löwen Frankfurt Richard Mueller (8:39) Matthew Pistilli (22:49) Dennis Reimer (37:56) C. J. Stretch (58:28) | 4:5 n. V. (1:2, 2:0, 1:2, 0:1) Spielbericht | Kassel Huskies Thomas Merl (0:56) Carter Proft (12:49) Toni Ritter (41:01) Manuel Klinge (59:26) Jack Downing (62:41) | Commerzbank-Arena, Frankfurt am Main Zuschauer: 30.000 |

## Winter Derby 2019

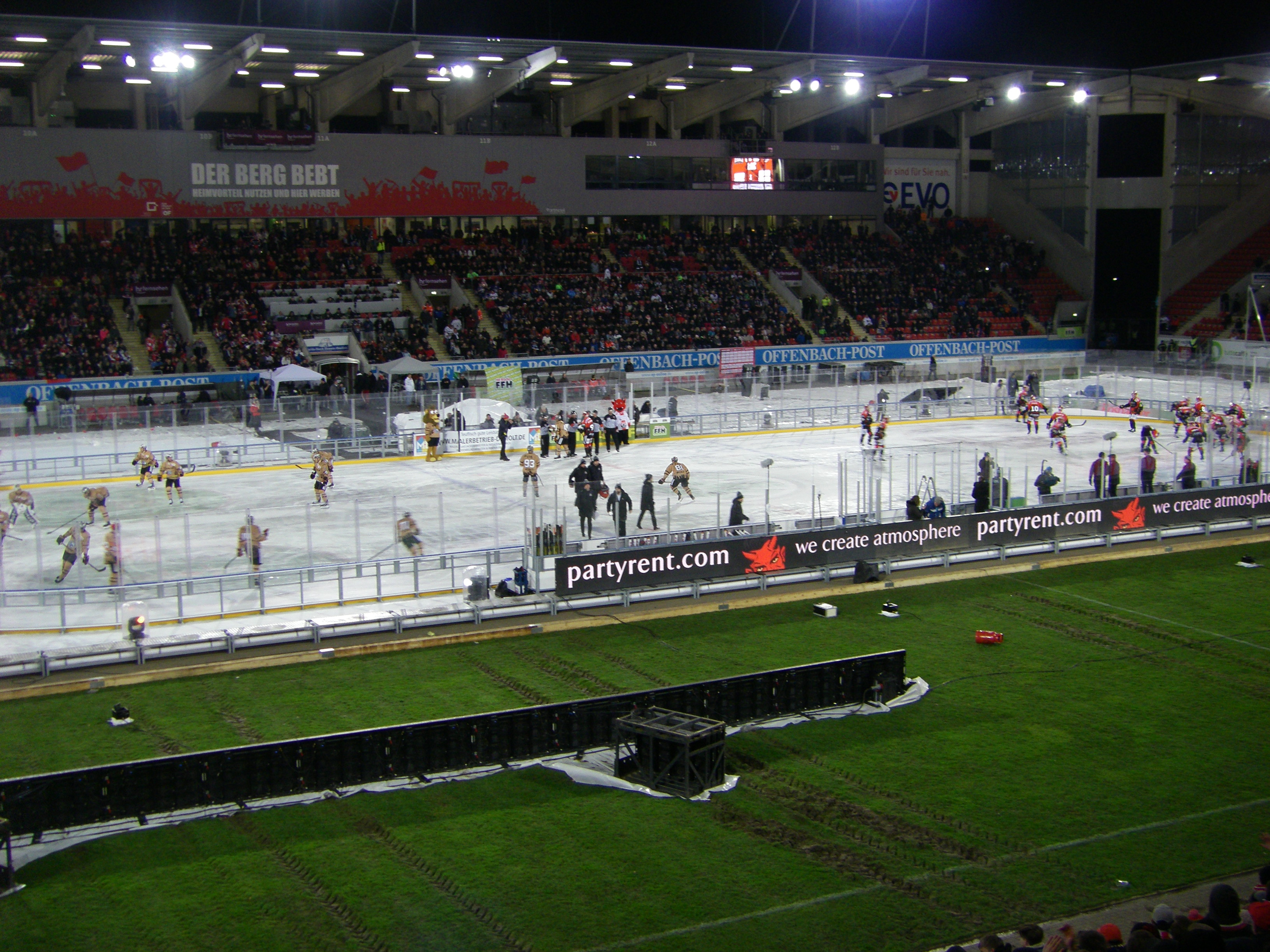
Winter Derby 2019

Im April 2019 gab die DEL2 bekannt, dass in der Saison 2019/20 zwei Event Games stattfinden werden.
Im ersten Event Game am 14. Dezember 2019 trafen im Offenbacher Stadion am Bieberer Berg der EC Bad Nauheim auf die Löwen Frankfurt. Vor 15.146 Zuschauern gewannen die Löwen Frankfurt mit 2:3 nach Penaltyschießen. Dabei verwandelte Roope Ranta seine zwei Penalties, nachdem er bereits in der regulären Spielzeit ein Tor und einen Assist-Punkt erzielt hatte.
Übertragen wurde das Spiel vom HR-Fernsehen, der mit der Übertragung in Hessen 60.000 Zuschauer und damit einen Marktanteil von 2,9 % erreichte.
| 14. Dezember 2019 20:30 Uhr | EC Bad Nauheim Andreas Pauli (16:31) Andrej Bíreš (47:45) | 2:3 n. P. (1:1, 0:0, 1:1, 0:1) Spielbericht | Löwen Frankfurt Marius Erk (1:09) Roope Ranta (40:26) Roope Ranta (PS) | Sparda-Bank-Hessen-Stadion, Offenbach am Main Zuschauer: 15.146 |

## Hockey Open Air 2020
Am 4. Januar 2020 fand im Rudolf-Harbig-Stadion in Dresden das vierte DEL2 Event Game statt. Um 16:00 Uhr trafen in der Neuauflage des Winter-Derbys von 2016 die Dresdner Eislöwen erneut auf die Lausitzer Füchse. Darüber hinaus wurde erstmals ein Spiel der tschechischen Extraliga im Ausland ausgetragen, als ab 19:30 Uhr das Punktspiel zwischen dem HC Verva Litvínov und dem HC Sparta Prag stattfand.
| 4. Januar 2020 16:00 Uhr | Dresdner Eislöwen Jordan Knackstedt (4:08) Dale Mitchell (22:36) Mario Lamoureux (36:10) Jordan Knackstedt (46:44) Jordan Knackstedt (59:41) | 5:3 (1:2, 2:1, 2:0) Spielbericht | Lausitzer Füchse Mychal Monteith (6:58) Darcy Murphy (13:08) Mike Hammond (32:56) | Rudolf-Harbig-Stadion, Dresden Zuschauer: 32.009 |

Das erste Spiel der Freiluftveranstaltung gewannen die Eislöwen mit 5:3 gegen die Lausitzer Füchse. Dreifacher Torschütze wurde der Deutsch-Kanadier Jordan Knackstedt, zudem wurde mit 32.009 Zuschauern ein neuer DEL2-Zuschauerrekord aufgestellt. Die Übertragung des Spiels beim MDR sahen in der Spitze bis zu 200.000 TV-Zuschauer, was einem (regionalen) Marktanteil von 10 Prozent entspricht.
| 4. Januar 2020 19:30 Uhr | HC Verva Litvínov Jan Ščotka (36:21) Richard Jarůšek (54:22) | 2:3 (0:0, 1:1, 1:2) Spielbericht | HC Sparta Prag Jan Košťálek (23:48) Vladimír Růžička (46:15) Lukáš Rousek (48:16) | Rudolf-Harbig-Stadion, Dresden Zuschauer: 32.009 |

Das erste Punktspiel der tschechischen Extraliga außerhalb Tschechiens endete mit einem 3:2-Erfolg des HC Sparta Prag unter Cheftrainer Uwe Krupp. Mit ebenfalls 32.009 Zuschauern wurde ein neuer Zuschauerrekord für die Extraliga aufgestellt.

## Hockey Outdoor Triple 2024
Anlässlich des 10-jährigen Bestehens der DEL2 fanden in der Saison 2023/24 wieder zwei DEL2 Event Games statt. Unter dem Namen „Hockey Outdoor Triple 2024“ wurden zwischen dem 16. und 18. Februar zwei DEL2-Punktspiele und ein Punktspiel der tschechischen Extraliga ausgetragen. Als Spielstätte wurde die Vogtland Arena auserkoren, wo die Eisfläche im Schanzenauslauf entstand. Aus Platzgründen wurden eine Eisfläche nach den kleineren nordamerikanischen Maßen (56 × 26 Meter) angelegt. Das Spiel zwischen Crimmitschau und Dresden wurde im MDR Fernsehen live übertragen, die anderen beiden Spiele wurden vom MDR online gestreamt.
| 16. Februar 2024 20:25 Uhr | Eispiraten Crimmitschau Max Balinson (09:36) Willy Rudert (17:55) Ole Olleff (22:11) Max Balinson (32:37) Henri Kanninen (44:22) Tobias Lindberg (47:31) Thomas Reichel (51:12) | 7:3 (2:0, 2:3, 3:0) Spielbericht | Dresdner Eislöwen David Rundqvist (26:19) Maxim Rausch (30:20) Tomáš Andres (34:57) | Sparkasse Vogtland Arena, Klingenthal Zuschauer: 12.400 |

| 17. Februar 2024 17:00 Uhr | HC Energie Karlovy Vary Daniel Kružík (02:34) Tomáš Bartejs (50:59) | 2:5 (1:1, 0:2, 1:2) Spielbericht | HC Škoda Plzeň Miroslav Indrák (00:30) Adrián Holešinský (27:04) Jan Schleiss (32:17) Jakub Lev (42:43) Aleksi Laakso (45:55) | Sparkasse Vogtland Arena, Klingenthal Zuschauer: 13.000 |

| 18. Februar 2024 14:00 Uhr | Lausitzer Füchse Roope Mäkitalo (28:26) Jake Coughler (30:00) | 2:3 n. V. (0:0, 2:2, 0:0, 0:1) Spielbericht | Eisbären Regensburg David Booth (23:53) David Booth (27:35) Andrew Yogan (62:33) | Sparkasse Vogtland Arena, Klingenthal Zuschauer: 10.600 |